# Артем'єв Тимофій Тимофійович
Тимофій Тимофійович Артем'єв (рос. Тимофей Тимофеевич Артемьев; нар. 28 травня 1903, с. Лобково, Рязанська губернія, Російська імперія — пом. 12 грудня 1978, Москва, СРСР) — радянський футболіст і хокеїст з м'ячем.

## Життєпис
Грав у футбол динамівських командах Москви, Одеси та Алма-Ати, а також у «Харчовиках» та в ленінградському «Більшовику».
З початку 1910-х років, коли футбол тільки з'явився в Москві, Тимофій та його брати Георгій, Петро, Іван (син – Валентин) та Сергій (син – Віталій) були захопленими футболістами.
1927 року — у двадцять чотири роки — Тимофія призвали на військову службу. Став він військовим моряком, чорноморським, а потім балтійським підводником. На півдні неодноразово виступав у команді Одеси.
У складі ленінградської «Червоної Зорі» виступав у першому чемпіонаті та Кубку СРСР 1936 року з хокею з м'ячем.
У Кубку СРСР з хокею з м'ячем 1936 року забивав командам:
- «Динамо» (Ростов-на-Дону) — 2 м'ячі (1/16 фіналу);
- «Торпедо» (Москва) — 1 м'яч (1/8 фіналу);
- «Моряк» (Архангельськ) — 1 м'яч (1/4 фіналу)[2].

16 червня 1936 року у поєдинку проти майбутнього чемпіона країни столичного «Динамо» програного з рахунком 1:5 відзначився єдиним голом.
У роки війни був евакуйований до Алма-Ати і проживав там до 1968 року.